# Канадские тамилы
Канадские тамилы (англ. Canadian Tamils, Tamil Canadians. там. கனேடியத் தமிழர்) — канадцы тамильского этнического происхождения, в основном выходцы из Индии и Шри-Ланки. Первая группа из 150 тамилов появилась в Канаде в 1983 году. Ныне тамилы являются одним из наиболее многочисленных этнических меньшинств в Большом Торонто. По итогам переписи 1991 года тамилы были самой быстрорастущей этнической группой в городе. Канадские тамилы являются крупнейшим тамильским этническим меньшинством в мире — только в Торонто живёт более 200 тыс. чел..

## История
После того, как в 1983 году на Шри-Ланке вспыхнула гражданская война, тамильская иммиграция в Канаду значительно выросла. В 2000 году Шри-Ланка была шестой в списке стран-источников иммигрантов в Канаду: в этом году из Шри-Ланки прибыло 5 841 человек, что составило 2,57 % от общего числа мигрантов. В период между 1991 и 2001 гг. Шри-Ланка занимала в этом списке пятую строчку, уступая Китаю, Индии, Филиппинам и Гонконгу.
В период между 2001 и 2010 гг. Шри-Ланка опустилась на 17 строчку в вышеуказанном списке: во многом это было связано с прекращением гражданской войны и налаживанием мирной жизни в стране. В 2010 году выходцы из Шри-Ланки (280 681 человек) составили лишь 1,4 % от общего числа иммигрантов в Канаду.
Большинство мигрантов из Шри-Ланки прибыли в Канаду самостоятельно либо при финансовой поддержке семьи.
Ряд тамильских мигрантов, в соответствии с канадским законом «Об иммиграции и защите беженцев» (англ. Immigration and Refugee Protection Act), запросили у канадского правительства статус беженца. До 2001 года как канадское правительство, так и частные лица спонсировали переезд тамильских беженцев в Канаду, однако после 2001 года большинство программ по переезду было свёрнуто. По подсчётам Управления Верховного комиссара ООН по делам беженцев (УВКБ), проведённым в 2011 году, в стране проживало 589 639 беженцев из Шри-Ланки. В 2012 году УВКБ признало беженцами ещё 141 074 шри-ланкийцев.
| Год  | Число мигрантов | Число беженцев | Число беженцев, выехавших с помощью государства или частных лиц |
| ---- | --------------- | -------------- | --------------------------------------------------------------- |
| 1999 | 4 728           | 2 802          | 3                                                               |
| 2000 | 5 849           | 2 898          | 7                                                               |
| 2001 | 5 520           | 2 824          | 0                                                               |
| 2002 | 4 968           | 1 589          | 0                                                               |
| 2003 | 4 448           | 1 239          | 0                                                               |
| 2004 | 4 135           | 1 134          | 0                                                               |
| 2005 | 4 690           | 854            | 0                                                               |
| 2006 | 4 490           | 862            | 0                                                               |
| 2007 | 3 934           | 779            | 0                                                               |
| 2008 | 4 509           | 1 013          | 0                                                               |
| 2009 | 4 269           | 2 758          | 0                                                               |
| 2010 | 4 181           | 2 778          | 0                                                               |

## СМИ
Большая часть тамилоязычных СМИ в Канаде базируется в Торонто, также некоторые из них работают в Монреале. Крупнейшим среди тамилоязычных журналов является Thamizhar Mathiyil (там. Среди тамилов), который издаётся с 1990 года и насчитывает нескольких сотен страниц. В Торонто и Монреале распространяются десять еженедельных газет на тамильском. Среди них особенно выделяются газеты на английском языке Monsoon Journal и Tamil Mirror. Существуют четыре тамильские радиостанции, которые вещают из Торонто и Монреаля, и три тамильских телеканала (Tamil Vision International, Tamil One, и Tamil Entertainment Television), вещающих из Торонто.

## Социальная и политическая активность
В среде тамильской общины существует ряд политических, общественных и религиозных организаций. Крупнейшей из подобных организаций является Канадский тамильский конгресс (КТК), который лоббирует интересы канадских тамилов на муниципальном, областном, федеральном и международном уровнях. КТК имеет 11 местных отделений по всей Канаде.
Кроме КТК, в Канаде существуют ряд других тамильских организаций, в основном объединяющих людей по родственному признаку, а также направленных на поддержку различных политических партий, таких как Либеральная партия Канады, Новая демократическая партия и Консервативная партия Канады. Тамильские кандидаты активно участвуют в политическом процессе, представляя различные партии на муниципальном, областном и федеральном уровне. В 2011 году Ратика Ситсабаесан, член Новой демократической партии, стала первым тамильским депутатом канадского парламента; она была избрана в избирательном округе Скарборо — Руж Ривер. За некоторое время до этого Логан Карапати (англ.  Logan Kanapathi) стал первым тамилом, выигравшим муниципальные выборы; в настоящее время он уже второй срок служит муниципальным советником района № 7 города Маркем.
Для удовлетворения религиозных потребностей тамилов в Канаде построен ряд индуистских храмов. Крупнейшей тамильский индуистской организацией является Индуистская молодёжная сеть (англ. Hindu Youth Network, созданная при поддержке Тигров освобождения Тамил-Илама (ТОТИ),и объединяющая 80% тамильских студентов-индуистов в Канаде. Также у тамильской общины есть христианские церкви.
Наряду с вышеупомянутой Индуистской молодёжной сетью, ТОТИ, признанная в Канаде террористической организацией, спонсирует ряд других тамильско-канадских некоммерческих организаций.

## Месяц тамильского наследия в Канаде
В 2014 году правительство провинции Онтарио приняло закон «О Месяце тамильского наследия» (англ. Tamil Heritage Month Act), объявляющий таковым месяцем январь каждого года. 5 октября 2016 года Палата общин Канады единогласно приняла аналогичный закон уже на федеральном уровне. Это было сделано в знак признания вклада канадских тамилов в общество Канады, богатства тамильского языка и культуры, а также важности просвещения и сохранения тамильского наследия для будущих поколений. Было объявлено, что Месяц тамильского наследия будет проводиться ежегодно в январе.

## Спорт и литература
В Канаду эмигрировал ряд всемирно известных писателей из Шри-Ланки, в том числе Шьям Селвадурай; его семья покинула Шри-Ланку после событий 1983 года, известных как Чёрный июль. Среди тамильских эмигрантов есть и известные спортсмены, такие как теннисистка Соня Джеясилан, игрок в крикет Санджаян Тураисингам, игрок в настольный теннис Прадибан Питер-Пол (представитель Канады на Летних Олимпийских игр 2008 в Пекине), хоккеисты Велан Нандакумаран (англ. Velan Nandhakumaran) и Натан Виджаякумар (англ. Nathan Vijayakumar).